# Parque de vida silvestre Brezal de Luneburgo

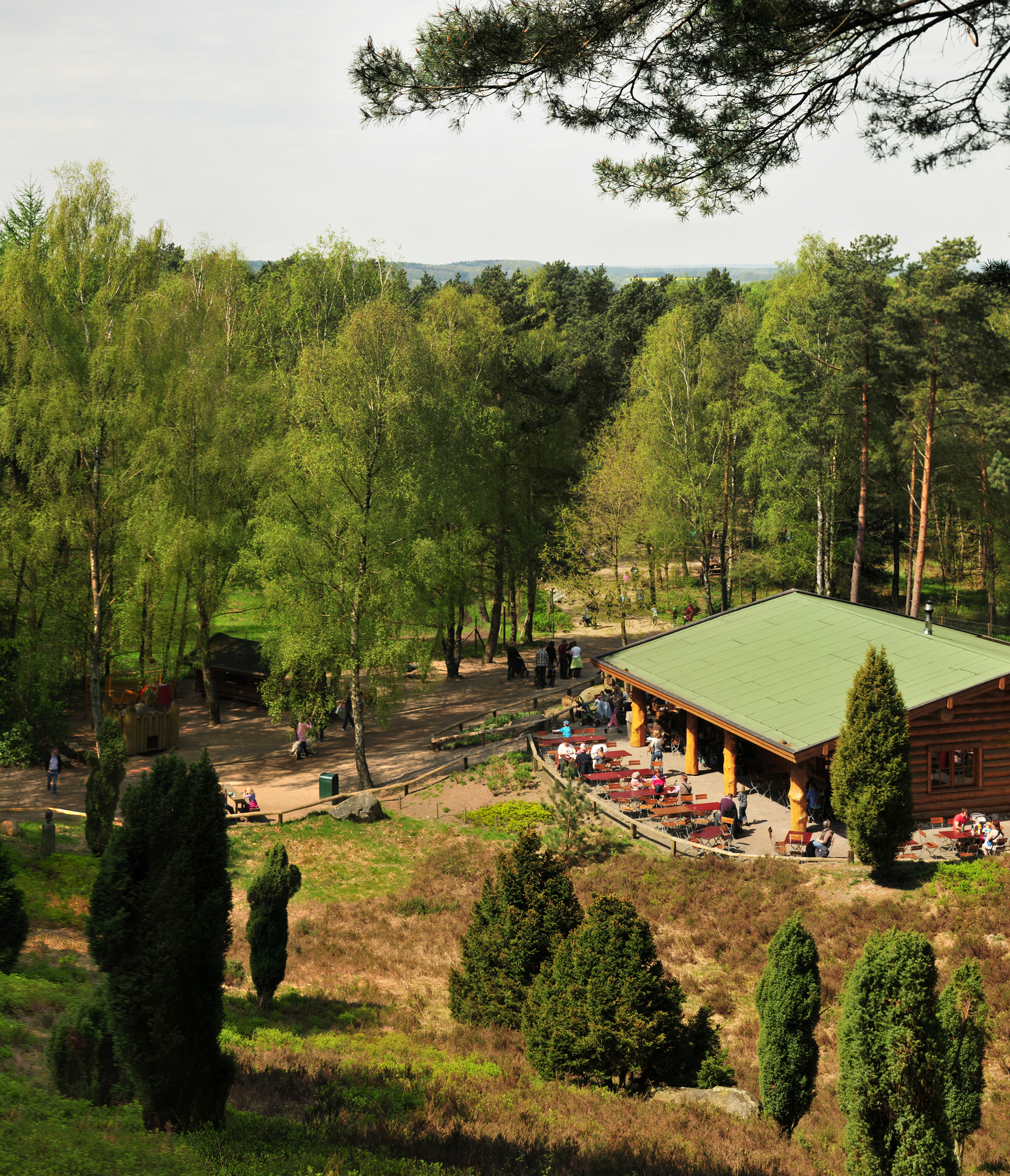
Moose Lodge Restaurant («restaurante-alojamiento del alce»)

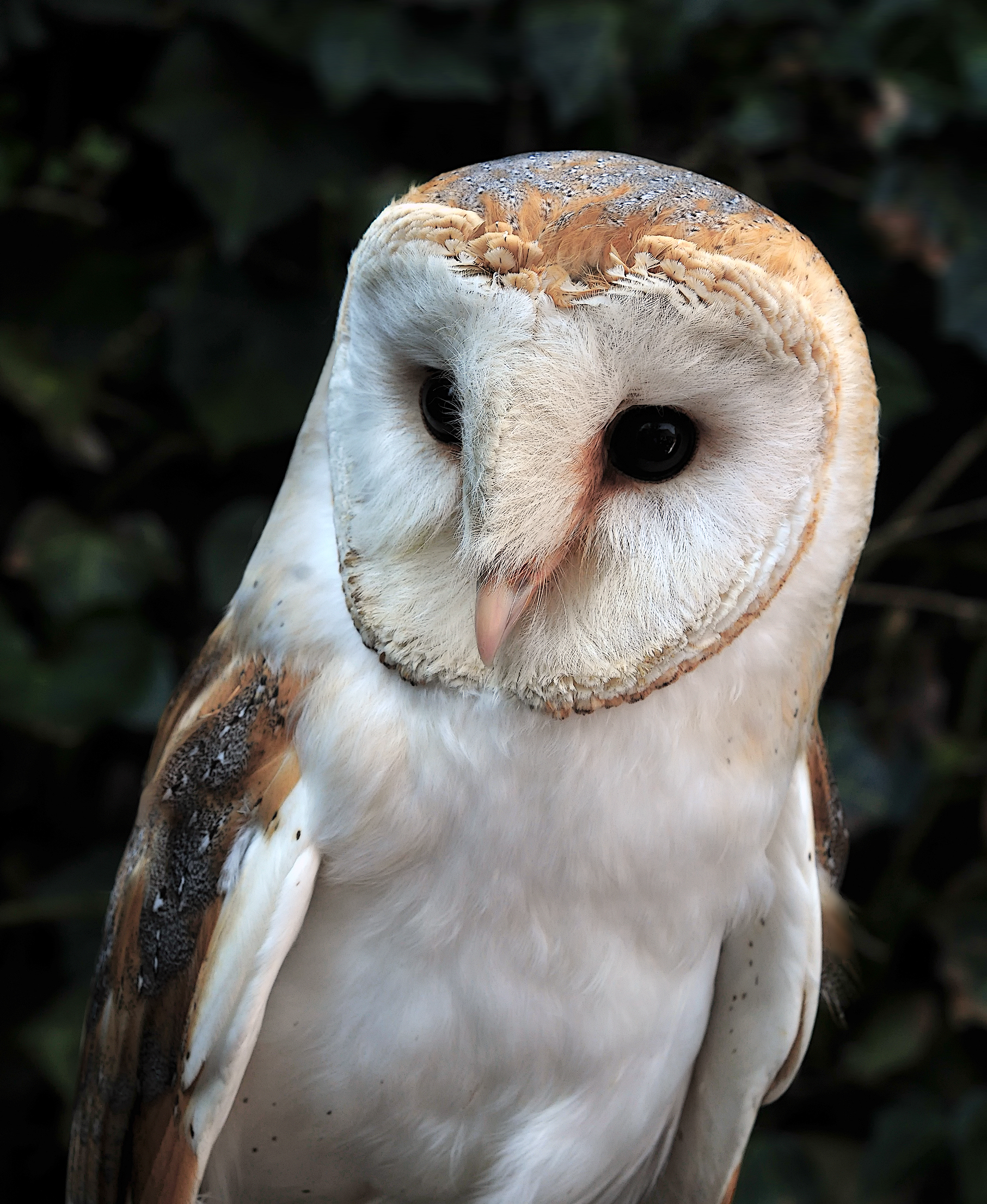
Lechuza en el Páramo de Lüneburg.

El Brezal de Luneburgo (en alemán, Lüneburger Heide) es un parque de vida silvestre (en alemán, wildpark) en el municipio de Hanstedt, en el estado de Baja Sajonia, en el norte de Alemania. El parque permanece abierto todo el año, y alberga alrededor de mil animales de 120 especies en un área de 61 ha. Esta reserva se encuentra en el área natural del mismo nombre, el Brezal de Luneburgo.

## Atracciones
El parque se especializa en especies animales del hemisferio norte, como el lobo gris, el lobo ártico, el oso pardo, el oso de Kodiak, el lince, el wapití, el ciervo común, el reno, el alce, el ciervo sika, el íbice o el jabalí.
Tigres siberianos
Dos tigres siberianos, Alex y Ronja, viven en una exhibición naturalista de 3 400 m² que se inauguró en junio de 2010. La exhibición incluye un afloramiento rocoso para que los tigres suban y estanques para nadar. Los visitantes pueden observar los tigres a través de una cerca de seguridad de 26 m que incluye secciones con paneles de vidrio para una mejor visualización.
Zoológico de agasajos
El zoológico para agasajar animales domésticos incluye cabras y ciervos, y niños de todas las edades los pueden acariciar y alimentar.

## Conservación
El parque participa en programas internacionales de conservación de la vida silvestre para nutrias, grulla asiática, pigargo europeo, leopardo de las nieves, buey almizclero, visón y bisontes europeos.

## Educación
De abril a octubre, el parque tiene presentaciones educativas que incluyen «El animal, mi amigo», que destaca la capacidad de las aves rapaces y otros animales para aprender, «Cazadores del aire», en el que los cetreros muestran la velocidad y la agilidad de las águilas, halcones y buitres en el aire, y «Lobos fascinantes», una conferencia sobre los antepasados de nuestros perros domesticados en el recinto del lobo, y las nutrias.
El Páramo de Lüneburg presentó la serie documental del zoológico, Weiches Fell und scharfe Krallen («Piel suave y garras afiladas»), producida por la compañía de televisión alemana, Norddeutscher Rundfunk. El 10 de abril de 2007 comenzó su propia serie: Wolf, Bär & Co («Lobo, Oso y Cía.»).
Se ofrecen visitas guiadas a las clases escolares de forma gratuita.